# Zwergbartagame
Die Zwergbartagame (Pogona henrylawsoni) ist eine Echsenart aus der Gattung der Bartagamen (Pogona) in der Familie der Agamen (Agamidae). Sie ist eine der kleinsten Arten der Gattung.
Die Pogona minor wird, wie ihr lateinischer Name vermuten lässt, ebenfalls als Zwergbartagame bezeichnet.

## Merkmale
Die Zwergbartagame erreicht eine Kopf-Rumpf-Länge von bis zu 15 cm, der Schwanz ist mit 90 % davon geringfügig kürzer als Kopf und Rumpf. Neben den kurzen Hinterbeinen und dem recht kurzen Schwanz gehören zu den typischen Proportionen der Zwergbartagame ein gedrungener Kopf, und ein nur schwach entwickelter Bart ohne vergrößerte Stacheln an der Kehle. Stacheln finden sich am hinteren Ende des Kiefers, auf den Schultern und in 1–4 Reihen die Flanken entlang. Die Färbung besteht aus einem blassoliven bis braunen oder gelblichen Grundton mit zwei Reihen blasser Flecken zwischen dem Nacken und dem Ansatz der Hinterbeine.
Eine Verwechslungsmöglichkeit besteht insbesondere mit der Westlichen Bartagame (Pogona minor), welche jedoch nicht im selben Gebiet wie die Zwergbartagame vorkommt. Des Weiteren unterscheidet sich die Zwergbartagame von anderen Bartagamen durch nur 18 oder weniger Lamellen unter der vierten Zehe und je 12 oder weniger Präanalporen und Femoralporen.

## Vorkommen
Das Verbreitungsgebiet ist auf das zentrale Queensland beschränkt, vom Ort Croydon nach Süden bis nach Augathella. Dort bewohnt die Zwergbartagame die baumlosen „black soil plains“, die von Trockenrissen durchzogen und mit „Mitchell Grass“ (Astrebla) bewachsen sind.

## Lebensweise
Über die Lebensweise der Zwergbartagame in der Natur ist nahezu nichts bekannt. Anders als die meisten Bartagamen sonnt sie sich nicht auf erhöhten Ästen oder Zaunpfählen, was wohl auch dem Habitat geschuldet ist. Stattdessen sonnen sie sich meist auf Felsen und nutzen Erdspalten oder Baue als Unterschlupf. Vor Menschen fliehen sie zuerst in ein Versteck; werden sie in die Enge getrieben, drohen sie mit dem Bart und beißen schlussendlich.
Als Fressfeinde wurden zwei weitere auf die black soil plains beschränkte Reptilien bestätigt, nämlich Spencers Waran (Varanus spenceri) und die Schwarzotter (Pseudechis colletti). Daneben werden Zwergbartagamen von Milben parasitiert.

## Terraristik
Die Zwergbartagame ist in der Terraristik aufgrund ihrer geringen Größe und leichten Haltbarkeit ein beliebtes Heimtier. In Terrarien mit sehr realistischer Einrichtung erreichen sie nach neuen Erkenntnissen ein Alter von bis zu 15 Jahren.
Zunehmend wird die Winterruhe in der Terraristik als wesentlicher Bestandteil des Wohlbefindens der gehaltenen Tiere betrachtet. Die Einhaltung der Winterruhe bildet die Lebensumstände der Zwergbartagame in ihrem natürlichen Habitat ab und führt zu einer Optimierung des Immunsystems.
Die größte Herausforderung der Haltung in Gefangenschaft stellt vor allem die Wiedergabe des natürlichen Lichtspektrums dar. Zwergbartagamen benötigen neben einer möglichst natürlichen Lichtfarbe und -helligkeit einen ausgewogenen Anteil an ultraviolettem Licht, welches zur Bildung von Vitamin D3 in der Haut der Tiere benötigt wird.
Eine der häufigsten Erkrankungen von Zwergbartagamen in der privaten Tierhaltung stellt die Rachitis dar, bei der die Einlagerung von Kalzium in die Knochen vermindert oder gänzlich unmöglich ist.

## Weiterführende Literatur
- Christian Freynik & Oliver Drewes: Die Bartagame, Zwergbartagame und Australische Taubagame. Vivaria-Verlag, Meckenheim 2011, ISBN 978-3-9813176-4-0.
- Christian Freynik: Die Zwergbartagame. Pogona henrylawsoni. Vivaria-Verlag, Meckenheim 2007, ISBN 978-3-9810412-4-8.